# 日光八景
日光八景（にっこうはっけい）は1711年（正徳元年）に公弁法親王が選んだ8つの名勝。日光山八景ともいう。これらを題に法親王と陪従、また朝鮮通信使が詩を詠んだ。

## 八景一覧
小倉春暁（おぐらのしゅんぎょう）
小倉山は標高754m、日光山輪王寺の北東にある。
鉢石炊煙（はついしのすいえん）
鉢石は日光街道の最後の宿場。
含満驟雨（がんまんのしゅうう）
大谷川の含満淵。憾満淵とも書く。「がんまん」は慈救呪の一句。
寂光瀑布（じゃっこうのばくふ）
寂光の滝は田母川上流に合流する沢を七段に落ちる高さ50mの滝である。
大谷秋月（だいやのしゅうげつ）
大谷川。
鳴虫紅楓（なきむしのこうふう）
鳴虫山は輪王寺の南にあり、標高1103m。
山菅夕照（やますげのせきしょう）
神橋は「山菅の蛇橋」とも呼ばれる。
黒髪晴雪（くろかみのせいせつ）
黒髪山は男体山の別名。

## 詩
小倉春暁
玄堂（公弁法親王）「小倉山色似皇州　不嶮不夷沿水流　花氣氤氳天未曙　紅霞一片入雙眸」
李礥（朝鮮通信使製述官）「名山磅礴鎮雄州　紫翠玲瓏曙色流　海底陽鳥猶未翥　満空星彩溢唫眸」
公慶（見住参州泉福寺字子善）「雲破春山𣣔曙天　紅霞翻影落前川　日升初識非霜雪　花樹髙低巖谷邊」
趙泰億（朝鮮通信使正使）「春星未落宿雲低　花氣冥々樹色迷　地近扶桑天早曙　金雞催日五更啼」
任守幹（朝鮮通信使副使）「海山崎見日　秀色暁蒼々　洞裡春長在　碧桃花自香」
李邦彦（朝鮮通信使従事官）「咫尺扶桑暁　青巒秀色開　繁花媚初旭　爛漫彩霞堆」
鉢石炊煙
元龍（大西法印字子淵）「後負青山前抱川　茅茨密櫛幾相連　晴風吹盡斜陽外　唯看軽淡一抹煙」
李礥「如雲如霧覆前川　翆色空濛萬縷連　才到飯時飄散盡　細看方覚是炊煙」
知燈（見住東叡常照院字宜静）「連屋如棋傍石川　微風幾縷起炊煙　曵寒引素影難住　飛作間雲單半天」
趙泰億「山下孤煙起竹籬　両三村屋晩炊時　籠花織柳依微色　添却詩家一格竒」
任守幹「山下孤村遠　炊煙一抹青　随風濃更淡　樹色晩冥々」
李邦彦「朝日照山前　炊煙生樹杪　輕影覆野青　不識村多少」
含満驟雨
一英（黒川氏字子芝）「古樹回巖遶曲蹊　疾風甚雨眼初迷　群山忽入冥雲裡　雪色翻波千尺渓」
李礥「漏雲殘日蔭山蹊　頃刻千峰雨氣迷　野水忽髙強一尺　牧童愁殺阻前溪」
子碩（水野氏字敬雲）「須曳雲黒失山巓　風巻奔流雨満川　潭底神龍眠足後　駕雷鞭電一遊天」
趙泰億「洞裡深潭臥老龍　有時行雨暗千峰　須曳日出量聲止　潭影雲光濃復濃」
任守幹「石裡深瀲灔　神物秘蜿蜒　徃々興雲雨　微茫寒洞天」
李邦彦「深潭徹底清　潭上蒼巖古　下有老龍潜　時々作雷雨」
寂光瀑布
好古（矢田陪長門守字孟敏）「寂光寺古聳青霄　絶壁高懸水一條　若使謫仙遊此境　廬山勝地永寥々」
李礥「誰倒銀河注九霄　灑空飛沫散千条　雷奔電掣聲嫌聒　自是幽人喜寂寥」
慈泉（見住東叡福聚院字性淵）「千尋素練掛青巒　濺沫飄風六月寒　怪看天孫降此地　雪裙長曵暮雲端」
趙泰億「炎天楼閣欲生寒　千尺飛流落翠巒　時有遊人来入洞　錯疑雷雨闘林端」
任守幹「祗園依翠壁　飛瀑落青天　不待曹溪水　洗人膏火煎」
李邦彦「始訝銀河落　翻疑素練垂　廬山無李白　未必獨專竒」
大谷秋月
慧海（見住叡岳金蔵院字成大）「霜月影寒大谷流　猿聲山色轉閑幽　騒人到此幾般意　認得洞庭千里秋」
李礥「婆娑桂影満空流　照破乾坤夜色幽　一歳周回盈又缺　最憐清景也宜秋」
秀英（園田備前守字子頴）「緑水抱村萬古流　泉聲日夜未甞休　吟懐豈特洞庭月　満目秋光大谷秋」
趙泰億「山前秋水浸山平　涵得冰輪徹底明　聞説髙僧常管領　心將此境較誰清」
任守幹「大壑秋川浄　長川霽月新　君看空色玅　莹徹両無塵」
李邦彦「皎月涵秋水　明珠一顆圓　驪龍欲相戯　竟夜不成眠」
鳴虫紅楓
髙敏（山鹿氏字伯功）「霜後満山張錦紅　千尋秋色一眸中　非唯碎滴朝々雨　片々又愁連夜風」
李礥「萬林青葉得霜紅　錦繍玲瓏纈眼中　可惜秋光容易謝　不愁寒重只愁風」
眞圎（見住東叡見明院字慈明）「青女染成千樹楓　斜暉映𠙚火如烘　満山錦繍誰爭冨　何用晋時稱石崇」
趙泰億「仙家花木四時宜　留得長春色々竒　唯有一山楓樹在　毎年秋意獨先知」
任守幹「仙山秋色晩　琪樹尚青葱　獨有楓林冷　迎霜葉盡紅」
李邦彦「別界多琪樹　青葱自四時　清霜九秋色　唯有晩楓知」
山菅夕照
承方（萬里小路隠岐守字伯知）「千尋崖壁隔塵蹤　碧水朱欄相映濃　遙見長橋臥波處　斜陽影裡是何龍」
李礥「山樵野牧忽無蹤　落日初低暝靄濃　倒海餘暉垂匹練　怳疑天末掛長龍」
慈航（見住武城市谷自證院字圎道）「聞説神龍作濟功　朱欄𦘕柱徃来通　夕陽将落西山外　影射長流沉彩虹」
趙泰億「長橋百尺偃垂虹　欲訪靈源路可通　最是夕陽山色裏　一節僧影𦘕欄東」
任守幹「騰空金策遠　跨壑𦘕橋長　靈境無人到　溪山半夕陽」
李邦彦「墮草傳神蹟　靈源路不迷　𦘕橋留返照　虹影落前渓」
黒髪晴雪
景暉（朝倉氏字孫六）「危峰髙秀絶攀縁　峠屼遠衝星斗纏　正是囙爲群嶽長　一朝先看白華巔」
李礥「路絶懸崖不可縁　雪花寒逼斗牛躔　茲山亦作瓊瑶窟　積縞休誇冨士巓」
便隨（見住叡岳観樹院字常一）「孤峰載雪轉崔嵬　暁靄先迎旭日開　萬里天晴何所似　半空髙掛白雲堆」
趙泰億「層巒縹緲壓群峰　髙頂長時素雪封　堪興冨山相伯仲　東西雙聳玉芙蓉」
任守幹「黒髪山應老　朱陽雪未消　莫嘆明鏡裏　容易髪毛凋」
李邦彦「休怪遠遊客　少年頭早白　山應不觧愁　黒髪猶雪色」
題日光山八景録後
李礥「山有児孫満目多　四時光景自森羅　區々八詠還堪𥬇　爭奈風煙漏萬何」